# Piper pernodosum
Piper pernodosum är en pepparväxtart som beskrevs av Truman George Yuncker. Piper pernodosum ingår i släktet Piper och familjen pepparväxter. Inga underarter finns listade i Catalogue of Life.